# Roland Deswaene
Roland Gustaaf Adolf Deswaene est un homme politique belge (membre du PVV), né à Moerbeke-Waas le 6 juin 1934. Son fils Yves Deswaene est bourgmestre de Lochristi depuis 2007.
Il est assistant social (1957) et conseiller psycho-pédagogique en orientation professionnelle (SHISS, 1962).
Il fut conseiller communal à Lochristi (1977-2000), conseiller provincial de la province de Flandre-Orientale (1965-1977), membre de la chambre des Représentants (1987-1995), député flamand élu de Gand-Eeklo (1995-1999), membre du conseil interparlementaire du Benelux (1993-1996).